# Kreiskrankenhaus Delitzsch
Die Kreiskrankenhaus Delitzsch GmbH ist die Trägergesellschaft für die beiden Akutkliniken in Delitzsch und Eilenburg. Sie befindet sich vollständig im Besitz des Landkreises Nordsachsen. Mit 270 Planbetten an zwei Standorten erfüllt das Kreiskrankenhaus einen Auftrag als Regelversorger. Die beiden Kliniken sind als Akademische Lehrkrankenhäuser der Universität Leipzig akkreditiert. Sitz der Gesellschaft ist Delitzsch.

## Unternehmen
Die Kreiskrankenhaus Delitzsch GmbH befindet sich zu 100 Prozent im Besitz des Landkreises Nordsachsen. Von den 534 Mitarbeitern (2020) waren unter anderem 100 Personen im ärztlichen Dienst, 192 im nicht-ärztlichen Dienst und 92 im Funktionsdienst beschäftigt. Darüber hinaus lernten 66 Auszubildende in beiden Kliniken. Zum Krankenhauskonzern gehören außerdem die Kreiskrankenhaus Delitzsch Service GmbH mit 93 Mitarbeitern, die Seniorenpflege und Wohnen Delitzsch GmbH mit 147 Mitarbeitern und die Sozial- und Beschäftigungszentrum Delitzsch gGmbH mit 165 Mitarbeitern. In Summe beschäftigt der kreiseigene Konzern 936 Personen und ist damit einer der größten Arbeitgeber der Region.

## Geschichte
Nach der Kreisgebietsreform 1994, bei der die Kreise Delitzsch und Eilenburg im neugebildeten Landkreis Delitzsch aufgingen, bestanden die selbstständigen Kreiskrankenhäuser in Delitzsch und in Eilenburg kurzzeitig fort. Am 6. Dezember 1995 fasste der Kreistag des neugebildeten Landkreises den Beschluss zur Bildung des Eigenbetriebes Kreiskrankenhaus Delitzsch GmbH, in dem die beiden Häuser zusammengefasst werden sollten. Im September 1996 fusionierten die Verwaltungen der beiden Kliniken. Seit der Kreisreform 2008 ist die Kreiskrankenhaus Delitzsch GmbH neben der Kreiskrankenhaus Torgau „Johann Kentmann“ gGmbH und der Collm Klinik Oschatz GmbH (75 %) eine der drei kreiseigenen Krankenhausgesellschaften. Im Mai 2012 wurden die beiden Kliniken als Akademische Lehrkrankenhäuser der Universität Leipzig akkreditiert und beteiligen sich seit dem Wintersemester 2012/2013 an der studentischen Lehre.

## Krankenbehandlung
Der sächsische Krankenhausplan weist für das Kreiskrankenhaus Delitzsch 270 Planbetten aus, die zu gleichen Teilen auf die beiden Standorte in Delitzsch und Eilenburg verteilt sind. 2019 wurden in beiden Kliniken 12.117 Patienten stationär behandelt. Die Anzahl der Pflegetage betrug 67.765 und damit im Durchschnitt 5,6 Tage je Patient. Im selben Jahr wurden 17.260 Patienten ambulant behandelt, davon wurden 2.593 Patienten ambulant operiert. Als Auswirkung der Maßnahmen zur Bekämpfung der Corona-Pandemie sank die Zahl der Patienten im Jahr 2020 auf 10.444 im stationären und 16.381 im ambulanten Bereich.

## Fachabteilungen

Krankenhaus Delitzsch

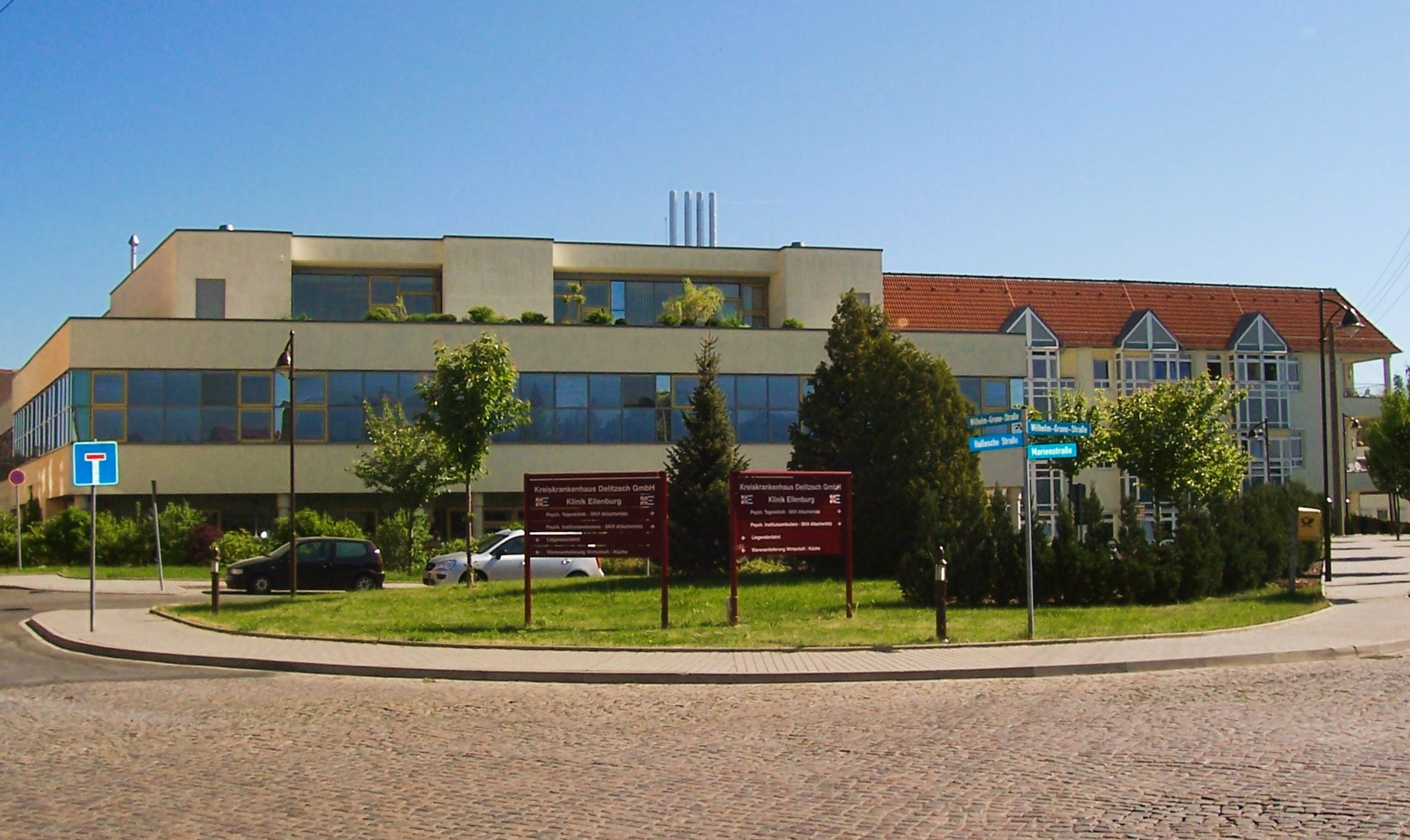
Krankenhaus Eilenburg, OP- und Funktionstrakt (links) und Bettenhaus (rechts)

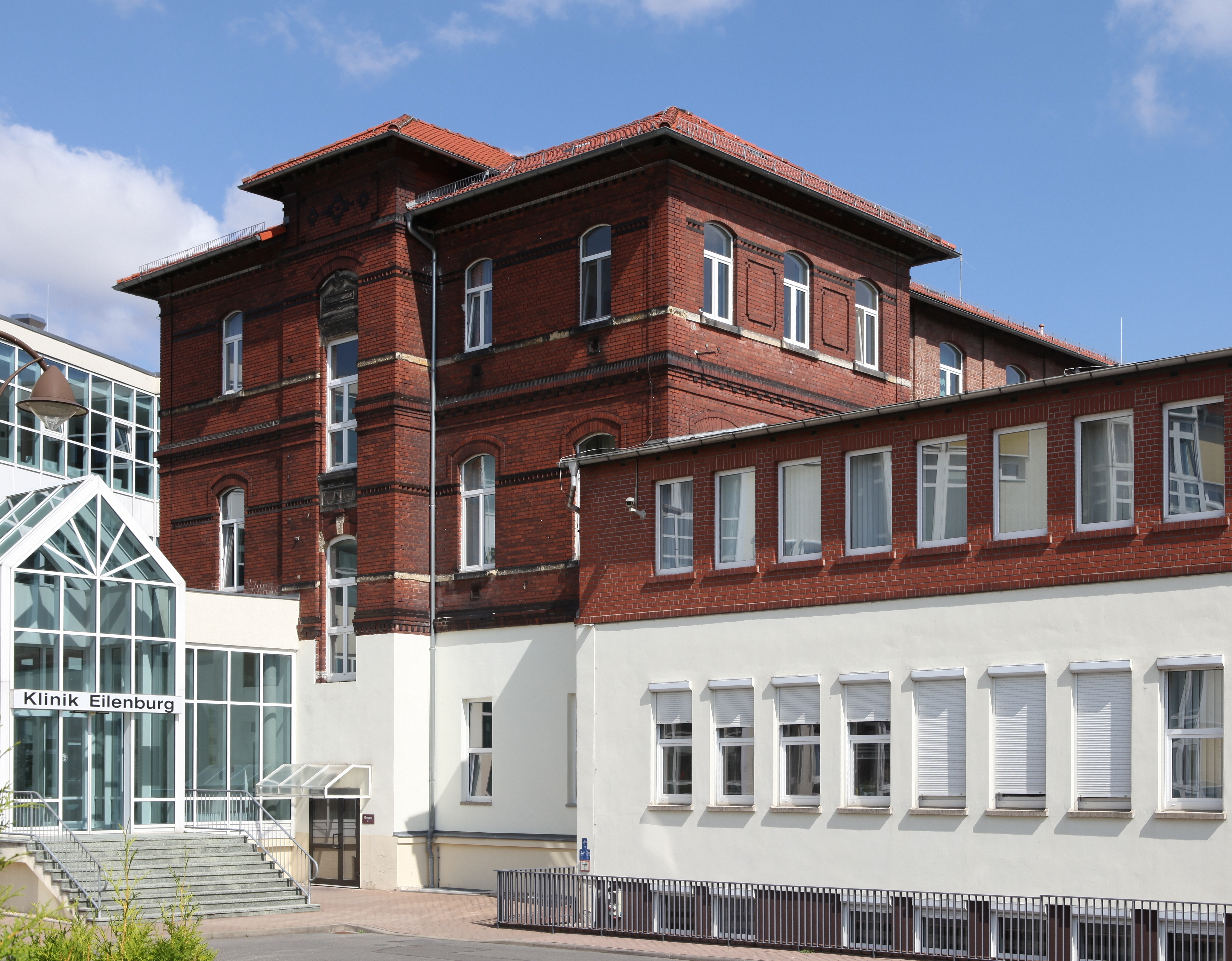
Krankenhaus Eilenburg, Altbau

### Innere
Neben der internistischen Grundversorgung besteht an der Klinik Eilenburg eine Spezialisierung auf angiologische Krankheitsbilder und auf die Implantation von Herzschrittmachern, wo die Klinik eigenen Angaben zufolge mit 120 Eingriffen jährlich zu den führenden Einrichtungen der Region zählt. Ein weiterer Schwerpunkt ist die Gastroenterologie.
In Delitzsch liegen die Schwerpunkte in den Bereichen Gastroenterologie und Diabetologie sowie Kardiologie und Angiologie. Dort ist auch eine Intermediate-Care-Station eingerichtet.

### Chirurgie
In der Klinik in Delitzsch liegt der Schwerpunkt auf der Versorgung orthopädischer und unfallchirurgischer Patienten. Es gibt Subspezialisierungen in den Bereichen Wirbelsäulenchirurgie, Endoprothetik, Plastische und Wiederherstellungschirurgie und Handchirurgie. Delitzsch ist als lokales Traumazentrum im Traumanetzwerk Westsachsen zertifiziert. Daneben besteht ein Grundangebot im Bereich der Allgemein- und Viszeralchirurgie.
Die Chirurgie in Eilenburg ist spezialisiert in den Bereichen Koloproktologie sowie Gefäßchirurgie. Die Klinik ist Mitglied im Kompetenzverbund Beckenboden und spezielle Proktologie. Zusammen mit der angiologischen Abteilung des Hauses besteht ein interdisziplinäres Gefäßzentrum. Daneben ist auch das Grundangebot in der Allgemein- und Viszeralchirurgie vorhanden.

### Gynäkologie und Geburtshilfe
Nur in Eilenburg befinden sich eine gynäkologische Abteilung und eine Geburtsklinik. Die Abteilung deckt ein breites Spektrum gynäkologischer Eingriffe ab. In der Geburtsklinik werden jährlich zwischen 300 und 400 Kinder geboren. Die Fachabteilung wurde 1950 eingerichtet.

### Anästhesie und Intensivmedizin
In den Kliniken Delitzsch und Eilenburg steht je eine interdisziplinäre Intensivstation mit sechs Betten zur Verfügung. Die Abteilung leistet jährlich über 3000 Anästhesien und behandelt pro Standort rund 500 Intensivpatienten. In der Geburtsmedizin wird die Periduralanästhesie angeboten.

### Radiologie
Das Kreiskrankenhaus verfügt über ein MRT am Standort Delitzsch sowie je ein CT und Röntgenapparate in beiden Kliniken. In Eilenburg steht ein Fluoroskop zur Verfügung, mit dessen Hilfe Funktionsaufnahmen angefertigt werden können.

### HNO
In beiden Kliniken bestehen Belegabteilungen im Fach Hals-Nasen-Ohren-Heilkunde. Es werden navigationsgestützte (nur in Eilenburg), endoskopische, mikroskopische und minimalinvasive Verfahren angewendet. Belegarzt in Eilenburg ist seit 1993 Andree Schwerdtner, in Delitzsch Walid Mohsen.